# Charlison Benschop
Charlison Benschop (* 21. srpna 1989, Willemstad, Curaçao) je nizozemský fotbalový útočník, který v současnosti působí v německém bundesligovém klubu Hannover 96.

## Klubová kariéra
Profesionální fotbalovou kariéru zahájil v nizozemském klubu RKC Waalwijk, poté hrál v AZ Alkmaar. V létě 2012 odešel do Francie do týmu Stade Brestois, odkud v sezóně 2013/14 hostoval v německém druholigovém klubu Fortuna Düsseldorf, kam následně v létě 2014 přestoupil. V červnu 2015 se dohodl na smlouvě s bundesligovým mužstvem Hannover 96.